# Гай Опий (трибун 215 пр.н.е.)
Гай Опий (на латински: Gaius Oppius) е политик на Римската република през 3 век пр.н.е. по време на Втората пуническа война и голямата загуба в битката при Кана. Произлиза от плебейската фамилия Опии.
През 215 пр.н.е. той е народен трибун по време на консулата на Квинт Фабий Максим и Тиберий Семпроний Гракх.
Написва закона lex Oppia, който е приет от Сената. Законът ограничава правата на римските жени да показват луксозен живот и е отменен през 195 пр.н.е. въпреки съпротивата на Катон Стари.